# Nà Phặc
Nà Phặc là một xã ở phía bắc của tỉnh Thái Nguyên, Việt Nam.

## Địa lý
Xã Nà Phặc có vị trí địa lý:
- Phía đông giáp xã Ngân Sơn và xã Thượng Quan
- Phía tây giáp xã Phúc Lộc bà xã Thượng Minh
- Phía nam giáp xã Hiệp Lực và xã Thượng Minh
- Phía bắc giáp xã Ngân Sơn và xã Phúc Lộc.

Xã Nà Phặc có diện tích 101,18 km², dân số năm 2025 là 9.231 người.
Thị trấn Nà Phặc cũ là nơi giao giữa quốc lộ 3 và quốc lộ 279. Trên tuyến quốc lộ 3 qua thị trấn Nà Phặc có đèo Gió. Thị trấn nằm ở lưu vực thượng nguồn của sông Năng. Thị trấn Nà Phặc có dân số năm 2019 là 6.459 người, trong đó có 3.257 nam và 3.202 nữ.

## Lịch sử
Thị trấn Nà Phặc được thành lập vào tháng 10 năm 1980, trên cơ sở toàn bộ diện tích và dân số của xã Thiều Quan và các bản: Cốc Pái, Nà Tỏ, Nà Kèng, Nà Làm, Nà Duồng, Nà Ma, Khuổi Tinh, Thâm Sang của xã Trung Hòa.
Tháng 6 năm 2025, xã Nà Phặc được thành lập trên cơ sở nhập toàn bộ diện tích tự nhiên, quy mô dân số của xã Trung Hòa (diện tích tự nhiên là 38,41 km², dân số là 1.563 người) và thị trấn Nà Phặc (diện tích tự nhiên là 62,77 km², dân số là 7.668 người) của huyện Ngân Sơn. Trụ sở làm việc của xã nằm tại thị trấn Nà Phặc cũ.

## Hành chính
Đến năm 2019, thị trấn Nà Phặc có các tiểu khu 1, 2, 3, các tổ dân phố Bản Cầy, Bản Hùa, Cốc Sả, Phia Đắng, Phia Chang, Mảy Van, Lùng Nhá, Lùng Lịa, Bản Mạch, Nà Nọi, Công Quản, Nà Khoang, Nà Này, Nà Pán, Cốc Tào, Nà Làm, Nà Duồng, Nà Kèng, Cốc Pái.
Xã Trung Hoà có các xóm Nà Chúa, Nà Pán, Bản Phắng, Bản Phạc, Bản Hòa, Phiêng Sảng, Bó Mòn, Cảng Cào.